# Монтана (община)
Вижте пояснителната страница за други значения на Монтана.
Община Монтана се намира в Северозападна България и е една от съставните общини на област Монтана.

## География

### Географско положение, граници, големина
Общината е разположена в централната част на област Монтана. С площта си от 675,715 km2 е най-голямата сред 11-те общините на областта, което съставлява 18,58% от територията на областта. Границите ѝ са следните:
- на север – община Брусарци, община Медковец и Община Якимово;
- на североизток – община Бойчиновци;
- на югоизток – община Криводол, област Враца;
- на юг – община Берковица;
- на югозапад – община Георги Дамяново и община Чипровци;
- на северозапад – община Ружинци от област Видин.

### Природни ресурси

#### Релеф
Релефът на община Монтана е ниско планински и хълмист на юг и слабо хълмист до равнинен на север. Територията ѝ условно попада в две физикогеографски области на България – Западния Предбалкан и Западната Дунавска равнина.
От северозапад на югоизток в пределите на общината попадат части от пет ниско планински и хълмисти области, принадлежащи на Западния Предбалкан, които заемат приблизително 1/3 от територията ѝ. По техните северни подножия преминава условната граница между Западния Предбалкан и Западната Дунавска равнина.
Най-на северозапад, южно от село Белотинци се издига уединената височина Белотински Зъбер (436 m), която на юг чрез ниска седловина се свързва с Широка планина. В пределите на община Монтана попадат северните склонове на планината и тук се издига най-високата ѝ точка Пешин връх (937 m), разположен южно Белотинския Зъбер. Третата орографска единица от Западния Предбалкан е Веренишкото бърдо. То се издига северно от долината на река Огоста, като на северозапад се свързва с Широка планина, а на югоизток завършва при град Монтана. Неговата максимална височина връх Бърдото (652 m) се намира северозападно от село Горна Вереница. Източно от град Монтана и долината на Огоста и десният ѝ приток Шугавица се издига уединеното възвишение Пъстрина. Неговите западни склонове са стръмни, на места отвесни, увенчани със скални венци. Едноименният му връх достига до 563 m н.в. Южно от него в пределите на община Монтана попадат северните части на т.нар. Замфировската хълмиста област.
Останалите 2/3 от територията на общината са заети от южните части на Западната Дунавска равнина, като тук релефът е предимно равнинен и слабо хълмист. Югозападно от село Клисурица се издига малката уединената височина Гламата (334 m), като нейните западни и северни склонове са стръмни.
Северно от село Долно Белотинци, в коритото на река Огоста се намира най-ниската точка на община Монтана – 115 m н.в.

#### Води
Територията на община Монтана попада в три водосборни басейна, отнасящи се към водосборния басейн на река Дунав – реките Огоста, Цибрица и Лом. Югоизточната третина на общината се отводнява от река Огоста и нейните притоци. Реката навлиза в общината югозападно от село Горно Церовене и се влива в големия язовир Огоста. След изтичането си от язовира завива на североизток, преминава през град Монтана и малко преди да напусне пределите на общината получава големия си десен приток река Шугавица, покрай десния бряг на която се издигат почти отвесните склонове на възвишението Пъстрина.
Централната част на общината попада във водосборния басейн на река Цибрица. Тя води началото си от Широка планина, югозападно от село Смоляновци, тече в посока изток-североизток, минава през селата Клисурица и Безденица и североизточно от последното навлиза в община Якимово.
В крайната северозападна част на община Монтана, през землището на село Белотинци преминава част от горното течение на река Нечинска бара, която е десен приток на река Лом.

## Население

### Населени места
Общината има 24 населени места с общо население 46 271 жители към 7 септември 2021 г.
| Населено място (Старо име)                                              | Преброяване (от септември 2021) | По настоящ адрес (ГРАО от 15 септември 2024) | Площ (km²) | Гъстота (д/km²) |
| ----------------------------------------------------------------------- | ------------------------------- | -------------------------------------------- | ---------- | --------------- |
| Безденица                                                               | 323                             | 348                                          | 18,936     | 18.38           |
| Белотинци                                                               | 356                             | 427                                          | 44,286     | 9.64            |
| Благово (Ново село)                                                     | 500                             | 568                                          | 19,3       | 29.43           |
| Винище                                                                  | 252                             | 281                                          | 29,329     | 9.58            |
| Вирове                                                                  | 373                             | 450                                          | 16,162     | 27.84           |
| Войници                                                                 | 83                              | 84                                           | 8,618      | 9.75            |
| Габровница                                                              | 1029                            | 1155                                         | 38,426     | 30.06           |
| Горна Вереница                                                          | 167                             | 205                                          | 15,772     | 13              |
| Горно Церовене                                                          | 415                             | 479                                          | 23,034     | 20.8            |
| Доктор Йосифово (Вълкова Слатина)                                       | 619                             | 723                                          | 49,522     | 14.6            |
| Долна Вереница                                                          | 240                             | 263                                          | 27,705     | 9.49            |
| Долна Рикса                                                             | 154                             | 180                                          | 23,985     | 7.5             |
| Долно Белотинци (Белотинци)                                             | 574                             | 634                                          | 26,286     | 24.12           |
| Клисурица                                                               | 90                              | 108                                          | 14,323     | 7.54            |
| Крапчене                                                                | 309                             | 392                                          | 21,312     | 18.39           |
| Липен                                                                   | 303                             | 308                                          | 22,346     | 13.78           |
| Монтана (Голяма Кутловица, Фердинанд, Михайловград)                     | 37653                           | 38640                                        | 69,235     | 558.1           |
| Николово (Баня)                                                         | 449                             | 518                                          | 14,58      | 35.53           |
| Славотин                                                                | 346                             | 293                                          | 43,318     | 6.76            |
| Смоляновци                                                              | 760                             | 801                                          | 47,631     | 16.82           |
| Стубел                                                                  | 459                             | 579                                          | 38,347     | 15.1            |
| Студено буче                                                            | 450                             | 544                                          | 25,08      | 21.69           |
| Сумер                                                                   | 262                             | 314                                          | 25,56      | 12.28           |
| Трифоново (Пропължене)                                                  | 105                             | 102                                          | 12,625     | 8.08            |
| Общо за общината:                                                       | 46271                           | 48396                                        | 675,715    | 71.62           |
| Населените места с кмет са със зелен фон, а тези без кметство – с жълт. |                                 |                                              |            |                 |

### Население (1934 – 2021)
| Община Монтана                                | Община Монтана | Община Монтана | Община Монтана | Община Монтана | Община Монтана | Община Монтана | Община Монтана | Община Монтана | Община Монтана | Община Монтана | Община Монтана |
| --------------------------------------------- | -------------- | -------------- | -------------- | -------------- | -------------- | -------------- | -------------- | -------------- | -------------- | -------------- | -------------- |
| Година                                        | 1934           | 1946           | 1956           | 1965           | 1975           | 1985           | 1992           | 2001           | 2011           | 2021           |                |
| Население                                     | 41858          | 45913          | 48252          | 53952          | 61964          | 68827          | 67365          | 61422          | 53856          | 46271          |                |
| Източници: Национален Статистически Институт, |                |                |                |                |                |                |                |                |                |                |                |

### Население по възрастови групи
| Население по възрастови групи към септември 2021 година | Население по възрастови групи към септември 2021 година | Население по възрастови групи към септември 2021 година | Население по възрастови групи към септември 2021 година | Население по възрастови групи към септември 2021 година | Население по възрастови групи към септември 2021 година | Население по възрастови групи към септември 2021 година | Население по възрастови групи към септември 2021 година | Население по възрастови групи към септември 2021 година | Население по възрастови групи към септември 2021 година | Население по възрастови групи към септември 2021 година | Население по възрастови групи към септември 2021 година | Население по възрастови групи към септември 2021 година | Население по възрастови групи към септември 2021 година | Население по възрастови групи към септември 2021 година | Население по възрастови групи към септември 2021 година | Население по възрастови групи към септември 2021 година | Население по възрастови групи към септември 2021 година | Население по възрастови групи към септември 2021 година |
| ------------------------------------------------------- | ------------------------------------------------------- | ------------------------------------------------------- | ------------------------------------------------------- | ------------------------------------------------------- | ------------------------------------------------------- | ------------------------------------------------------- | ------------------------------------------------------- | ------------------------------------------------------- | ------------------------------------------------------- | ------------------------------------------------------- | ------------------------------------------------------- | ------------------------------------------------------- | ------------------------------------------------------- | ------------------------------------------------------- | ------------------------------------------------------- | ------------------------------------------------------- | ------------------------------------------------------- | ------------------------------------------------------- |
| Общо                                                    | 0 – 4                                                   | 5 – 9                                                   | 10 – 14                                                 | 15 – 19                                                 | 20 – 24                                                 | 25 – 29                                                 | 30 – 34                                                 | 35 – 39                                                 | 40 – 44                                                 | 45 – 49                                                 | 50 – 54                                                 | 55 – 59                                                 | 60 – 64                                                 | 65 – 69                                                 | 70 – 74                                                 | 75 – 79                                                 | 80 – 84                                                 | 85+                                                     |
| 46271                                                   | 1768                                                    | 2018                                                    | 2311                                                    | 2054                                                    | 1780                                                    | 1917                                                    | 2677                                                    | 3029                                                    | 3273                                                    | 3683                                                    | 3700                                                    | 3524                                                    | 3563                                                    | 3547                                                    | 3319                                                    | 1993                                                    | 1225                                                    | 890                                                     |

### Етнически състав
| Етноси в община Монтана (2011) | Етноси в община Монтана (2011) | Етноси в община Монтана (2011) | Етноси в община Монтана (2011) | Етноси в община Монтана (2011) |
| ------------------------------ | ------------------------------ | ------------------------------ | ------------------------------ | ------------------------------ |
| Етническа група                |                                |                                | процент                        |                                |
| българи                        | българи                        |                                | 91.88%                         | 91.88%                         |
| цигани                         | цигани                         |                                | 7.29%                          | 7.29%                          |
| други и неопределени           | други и неопределени           |                                | 0.86%                          | 0.86%                          |

Етническа група от общо 51659 самоопределили се (към 2011 година):
- българи: 47464
- цигани: 3764
- други: 214
- неопределени: 217

## Административно-териториални промени
- Указ № 626/обн. 02.12.1891 г. – признава с. Голяма Кутловица за град и го преименува на гр. Фердинанд;
- ПМС № 3/обн. 13.03.1945 г. – преименува гр. Фердинанд на гр. Михайловград;
- Указ № 844/обн. 20.10.1949 г. – преименува с. Ново село на с. Благово;

– преименува с. Баня на с. Николово;
- Указ № 165/обн. 05.04.1950 г. – преименува с. Вълкова Слатина на с. Доктор Йосифово;
- Указ № 663/обн. 29.12.1950 г. – преименува с. Пропължане (Препължене) на с. Трифоново;
- Указ № 582/обн. 29.12.1959 г. – заличава селата Кошарник и Мала Кутловица и ги присъединява като квартали на гр. Михайловград;
- Указ № 202/обн. 02.03.1976 г. – заличава с. Живовци поради изселване;
- през 1978 г. – преименувана е с. Белотинци на с. Долно Белотинци без административен акт;
- Указ № 45/обн. 20 януари 1978 г. – отделя с. Белотинци и землището му (тогава самостоятелна община) от Видински окръг и го присъединява към Михайловградски окръг;
- Указ № 3005/обн. 09.10.1987 г. – закрива община Смоляновци и заедно с включените в състава ѝ населени места я присъединява към община Михайловград (сега община Монтана);
- Указ № 10/обн. 29 януари 1993 г. – преименува гр. Михайловград на гр. Монтана;
- Указ № 40/обн. 18.02.2003 г. – отделя с. Горно Церовене и землището му от община Георги Дамяново и го присъединява към община Монтана.

## Политика
- 2003 – Златко Живков (независим) печели на втори тур с 59% срещу Светлин Лазаров (БСП).
- 1999 – Златко Живков (Коалиция ОДС 2) печели на първи тур с 55% срещу Димитър Митов (Обединена левица – Монтана).
- 1995 – Пенка Йорданова (Предизборна коалиция БСП, БЗНС Александър Стамболийски, ПК Екогласност) печели на втори тур с 56% срещу Людмил Кръстев (Сандов) (СДС).

## Транспорт
През общината преминават два участъка от Железопътна мрежа на България:
- в североизточната част на общината, от югоизток на северозапад, през село Габровница, на протежение от 7,2 km преминава участък от трасето на жп линията Мездра – Бойчиновци – Брусарци – Видин;
- участък от 18,5 km от трасето на жп линията Бойчиновци – Берковица.

През общината преминават частично 8 пътя от Републиканската пътна мрежа на България с обща дължина 135,1 km:
- участък от 48 km от Републикански път I-1 (от km 73 до km 121,0);
- началният участък от 10,2 km от Републикански път II-13 (от km 0 до km 10,2);
- участък от 27,5 km от Републикански път II-81 (от km 91,2 до km 118,7);
- последният участък от 10,6 km от Републикански път III-102 (от km 68,4 до km 79,0);
- последният участък от 25,6 km от Републикански път III-112 (от km 25,2 до km 50,8);
- началният участък от 4,3 km от Републикански път III-816 (от km 0 до km 4,3);
- последният участък от 5,9 km от Републикански път III-1621 (от km 3,8 до km 9,7);
- последният участък от 3 km от Републикански път III-8105 (от km 20,6 до km 23,6).

## Топографска карта
- Лист от карта K-34-11. Мащаб: 1 : 100 000.
- Лист от карта K-34-23. Мащаб: 1 : 100 000.